# Adolf Behrmann

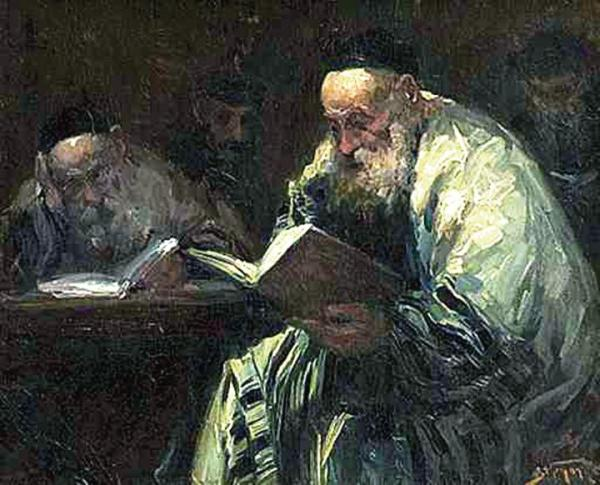
Talmudyści

Adolf Behrmann (ur. 5 stycznia lub 13 lipca 1876 w Tukumsie jako Abraham Berman, zm. sierpień 1943 w Białymstoku) – polski malarz żydowskiego pochodzenia, współzałożyciel i kierownik Stowarzyszenia Artystów i Zwolenników Sztuk Pięknych w Łodzi.

## Życiorys
Edukację plastyczną rozpoczął w łódzkiej pracowni Jakuba Kacenbogena oraz od roku 1902 w Akademii Sztuk Pięknych w Monachium u Gabriela von Hackla. Wiedzę uzupełniał od 1905 w Paryżu, w École nationale supérieure des beaux-arts. W 1910 powrócił do Łodzi, gdzie od 1912 wystawiał swoje obrazy oraz prowadził szkołę malarstwa. Również w 1912 po raz pierwszy jego obrazy zostały wystawione w Galerii Zachęta w Warszawie. Należał do grupy założycieli Stowarzyszenia Artystów i Zwolenników Sztuk Pięknych, które powstało w Łodzi w 1916. Odbył wiele podróży artystycznych, odwiedził Stany Zjednoczone, Maroko, Algier, Tunis, Włochy, Hiszpanię, Francję i Niemcy. Od 1924 do 1927 przebywał w Palestynie i Egipcie, a od 1932 do 1935 w Maroku. W międzyczasie jego prace wystawiono na dwóch wystawach indywidualnych w Miejskiej Galerii w Łodzi, w 1925 i 1927. Wystawiał też w Palestynie, Maroku, Nowym Jorku i Hamburgu.
Po nieudanej próbie wyjazdu do Ameryki i wybuchu II wojny światowej przedostał się do Białegostoku, który był okupowany przez Związek Radziecki. Po wkroczeniu Niemców w czerwcu 1941 próbował popełnić samobójstwo, znalazł się w getcie, gdzie kierował zorganizowanym przez Oskara Steffensa warsztatem kopistów, zajmującej się kopiowaniem obrazów dawnych malarzy. Zginął podczas likwidacji białostockiego getta zastrzelony przez Niemca, gdy nie chciał opuścić pracowni podczas ewakuacji.
W pierwszym okresie twórczości koncentrował się głównie na scenach z życia społeczności żydowskiej w Łodzi, w której mieszkał przez wiele lat. Tworzył postimpresjonistyczne pejzaże, sceny rodzajowe inspirowane odbytymi podróżami oraz studia portretowe.